# Internationale unabhängige Untersuchungskommission der Vereinten Nationen
Die Internationale unabhängige Untersuchungskommission der Vereinten Nationen (englisch United Nations International Independent Investigation Commission, UNIIIC) war eine durch die Resolution 1595 (2005) des UN-Sicherheitsrates im April 2005 gegründete Kommission zur Untersuchung der Ermordung des früheren libanesischen Premierministers Rafiq al-Hariri am 14. Februar 2005. Sie folgte auf die "Fact-Finding Mission" unter der Leitung des irischen Polizeibeamten Peter FitzGerald, die zum FitzGerald-Bericht geführt hatte.
Ihr erster Vorsitzender war der deutsche Jurist Detlev Mehlis, der im Oktober 2005 den sogenannten Mehlis-Bericht vorlegte. Sein Nachfolger wurde im Januar 2006 der Belgier Serge Brammertz. Ab November 2007 folgte ihm der Kanadier Daniel Bellemare. Dieser war gleichzeitig Ankläger des 2007 neu eingerichteten Sondertribunals für den Libanon (STL).
Am 28. Februar 2009 stellte die UNIIIC ihre Tätigkeit ein, nachdem insgesamt elf Berichte erarbeitet worden waren.